# Scudetto
1. Tarcza („scudetto” wł. mała tarcza, l.mn. „scudetti”) umieszczona na koszulkach zawodników drużyny mistrza Włoch w jednej z gier zespołowych lub indywidualnego mistrza tego kraju w dyscyplinie sportu
2. Popularne określenie mistrzostwa Włoch zdobytego w jednej z gier zespołowych, głównie w środowisku piłkarskim i wśród kibiców.

## Tarcza

Okrągła tarcza Pucharu Włoch.

Prostokątna tarcza "scudetto".

We współczesnym włoskim sporcie tarcza scudetto jest przedłużeniem starej tradycji noszenia herbu – czymś w rodzaju „symbolu szlachectwa”. Scudetto jest stylizowane na flagę Włoch. Występuje w dwóch wersjach:
- okrągłej (3 koncentryczne pierścienie) – tradycyjnie noszona przez zawodników, którzy zdobyli Puchar Włoch w piłce nożnej.
- prostokątnej (wydłużona w pionie flaga Italii, zwężająca się u dołu) – na strojach mistrzów Włoch występujących w konkurencjach indywidualnych.

Przywilej noszenia scudetto przysługuje przez cały sezon po zdobyciu mistrzowskiego tytułu.
Tradycja scudetto narodziła się na boiskach piłkarskich, jednak po pewnym czasie przeniosła się także na inne dyscypliny sportu.

### Gwiazda
Rozszerzeniem (piłkarskim) tradycji scudetto jest odznaka złotej gwiazdy (la Stella). W 1958 r., z okazji zdobycia przez Juventus F.C. 10. mistrzostwa Włoch w piłce nożnej, zespół otrzymał prawo do noszenia na koszulce symbolicznej złotej gwiazdki. Zdecydowano, że za każde 10 tytułów mistrzowskich będzie przysługiwała jedna gwiazdka. Gwiazdki raz zdobyte przysługują na zawsze.
Obecnie w rozgrywkach piłkarskiej Serie A gwiazdki posiadają następujące zespoły:
- Juventus F.C. – 3 gwiazdki (36 tytułów mistrzowskich)
- Inter Mediolan – 2 gwiazdki (20 tytułów mistrzowskich)
- A.C. Milan – 1 gwiazdka (19 tytułów mistrzowskich)

Natomiast odznaka srebrnej gwiazdy jest przyznana za dziesięciokrotne zdobycie Pucharu Włoch. Jedynym zespołem, który tego dokonał jest drużyna Juventusu.